# Andrij Pjatov
Andrij Valerijovytj Pjatov (ukrainska: Андрій Валерійович Пятов) född 28 juni 1984 i Kirovohrad, Ukrainska SSR, Sovjetunionen, är en ukrainsk fotbollsmålvakt som spelar för Sjachtar Donetsk i Ukrainska ligan. Han spelar även för Ukrainas landslag. 

## Klubbkarriär
Pjatov började sin karriär i Vorskla Poltava i 2002. Han köptes av Sjachtar Donetsk från Vorskla för cirka 5,4 miljoner svenska kronor 13 december 2006 och tillbringade resten av säsongen 2006/2007 som lån i Vorskla Poltava. I säsongen 2007/2008 ersatte Pjatov Bohdan Sjust som 1:e målvakt i Sjachtar. Inför säsongen 2008/2009 behöll Andrij positionen som 1:e målvakt trots att fick allvarlig konkurrens då Sjachtar lånade ut Bohdan Sjust, och kontrakterade FC Charkivs Rustam Chudzjamov som året innan hade redad FC Charkiv från nedflyttning. Chudzjamov fick chansen i Sjachtars 2-0-förlust till FC Lviv och därefter har Pjatov återfått sin plats som klubbarna 1:e målvakt. Pjatov har under säsongen styrkt sin plats som Sjachtars 1:a målvakt efter bra prestationer i Uefacupen 2008/2009, där Sjachtar vann finalen 2-1 över Werder Bremen i förlängning, men först efter att Pjatov hade släppt in en frispark från Naldo till 1-1 efter ett tveksamt ingripande.

## Landslagskarriär
Pjatov var med i det ukrainska U21-laget där han har spelade 20 matcher och vann EM-silver 2006. Han var också med Ukrainas lag vid VM 2006, som kom till kvartsfinalfinalen. Han har gjort tio framträdanden för Ukraina och har släppt in 4 mål och har hållit målet rent mot; Polen, Sverige, Kroatien och Färöarna. Han började kvalspelet till världsmästerskapet 2010 med att hålla målet rent mot Vitryssland då Ukraina vann 1-0 i Lviv.

## Meriter
- Ukrainska ligan: 10
  - 2008, 2010, 2011, 2012, 2013, 2014, 2017, 2018, 2019, 2020
- Ukrainska cupen: 8
  - 2008, 2011, 2012, 2013, 2016, 2017, 2018, 2019
- Ukrainska supercupen: 7
  - 2008, 2010, 2012, 2013, 2014, 2015, 2017
- Uefa Europa League: 1 
  - 2009